# 綾

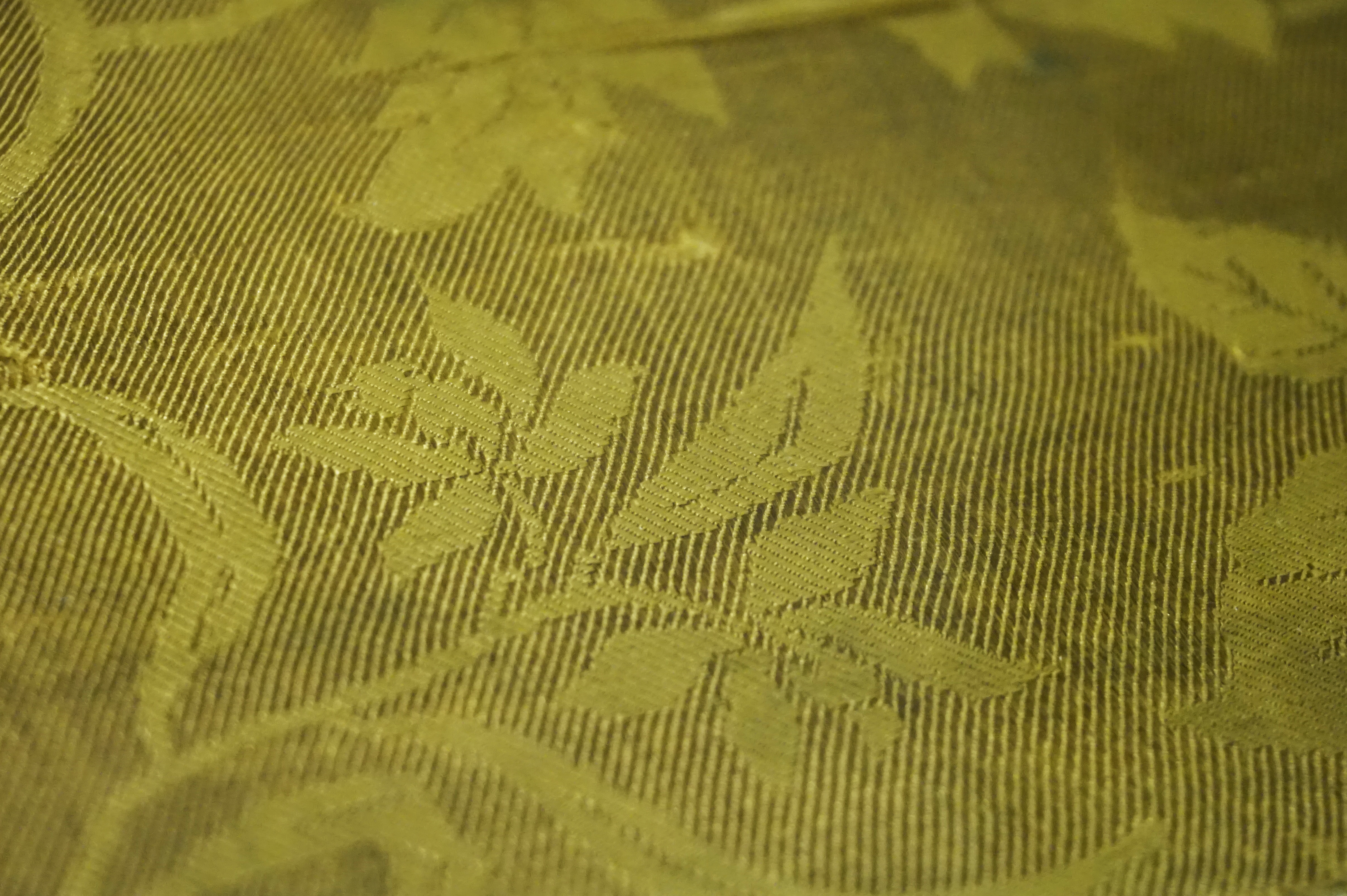
南宋花卉紋綾绫

綾是一種絲織品。又称纨，是斜纹地上起斜纹花的丝织物。因织物表面有冰凌状纹饰，故名。綾以斜紋織法織成，疏鬆輕薄，其的地紋是以經面斜紋組織為主，常用於書畫裝裱，也用於製作傳統內衣。綾與羅、綢、緞齊名，合稱綾羅綢緞。
绫的纹路和一般斜纹不同，属于变化斜纹组织，呈山形斜纹或正反斜纹。约出现于秦汉之前，在绮的基础上发展起来，初期的绫常和绮混称，汉代绫才完全独立成为丝织物的一类。汉代散花绫可与刺绣媲美，价格昂贵。汉宣帝时巨鹿陈宝光妻所制织绫锦的花机，为多综多摄纹织机。她为霍光妻霍显织绫，织绫机用一百二十蹑，六十天成一匹，每匹价值万钱。东汉时有散花纹、山形纹、几何纹等。三国时曹魏马钧改革简化了绫织机，改五六十蹑为十二蹑，绫织物的产量开始大幅度提高，织出的纹样也更加复杂，出现较复杂的动物和人物图案。六朝至隋唐时期，绫织物盛极一时。唐代不仅官营染织署中设有专门用来生产绫织物的“绫作”，还有各级官吏章服要用绫来制作的规定。宋代在各地设立专门作坊，开始将绫大量用于书画、经卷的装裱。明代可织出五枚经斜纹组织。

## 延伸阅读
[在维基数据编辑]